# Liste der portugiesischen Botschafter in Nordmazedonien
Die Liste der portugiesischen Botschafter in Nordmazedonien listet die Botschafter der Republik Portugal in der Republik Nordmazedonien auf. Die Länder unterhalten seit 1994 direkte diplomatische Beziehungen. Vor der Unabhängigkeit Nordmazedoniens 1991 wurden die Beziehungen von den jugoslawisch-portugiesischen Beziehungen bestimmt.
Eine eigene Botschaft eröffnete Portugal in der nordmazedonischen Hauptstadt Skopje nicht, das Land gehört seither zum Amtsbezirk des portugiesischen Botschafters in der serbischen Hauptstadt Belgrad, der sich in Nordmazedonien doppelakkreditiert (Stand 2019).

## Missionschefs
| Name                                               | Bild           | Amtszeit                            | Anmerkungen                                                                 |
| Nordmazedonien                                     | Nordmazedonien | Nordmazedonien                      | Nordmazedonien                                                              |
| -------------------------------------------------- | -------------- | ----------------------------------- | --------------------------------------------------------------------------- |
| Heitor Manuel Prestes Maia e Silva                 |                |                                     | Botschafter mit Amtssitz Belgrad, am 16. Januar 1996 in Skopje akkreditiert |
| António Moreira Tânger Correia                     |                | 17. März 1999 –19. Juli 2001        | Botschafter mit Amtssitz Belgrad                                            |
| António Augusto Russo Dias                         |                | 29. Oktober 2001 –29. Oktober 2004  | Botschafter mit Amtssitz Belgrad                                            |
| Paulo Tiago Jerónimo da Silva                      |                | 2. November 2004 –10. November 2008 | Botschafter mit Amtssitz Belgrad                                            |
| Caetano Luís Pequito de Almeida Sampaio            |                | 12. November 2008 –31. März 2012    | Botschafter mit Amtssitz Belgrad                                            |
| Maria do Carmo de Sousa Pinto Allegro de Magalhães |                | 2. Mai 2012 –10. Dezember 2012      | Botschafterin mit Amtssitz Belgrad                                          |
| Augusto José Pestana Saraiva Peixoto               |                | seit 3. April 2013                  | Botschafter mit Amtssitz Belgrad                                            |
| Maria Virgínia Mendes da Silva Pina                |                | seit 25. März 2019                  | Botschafterin mit Amtssitz Belgrad                                          |